# Qibu, Luoyuan
Qibu är en köping i sydöstra Kina. Den ligger i Luoyuan härad i provinshuvudstaden Fuzhou i provinsen Fujian, omkring 54 kilometer nordost om centrala Fuzhou. 